# Lamniceps
Lamniceps is een geslacht van rechtvleugeligen uit de familie sabelsprinkhanen (Tettigoniidae). De wetenschappelijke naam van dit geslacht is voor het eerst geldig gepubliceerd in 1903 door Bolívar.

## Soorten
Het geslacht Lamniceps omvat de volgende soorten:
- Lamniceps borellii Giglio-Tos, 1894
- Lamniceps gigliotosi Bolívar, 1903